# Berglövtimalia
Berglövtimalia (Illadopsis pyrrhoptera) är en fågel i familjen marktimalior inom ordningen tättingar. IUCN kategoriserar arten som livskraftig.

## Utseende och läte
Berglövtimalian är en knubbig medelstor tätting med påfallande anspråkslös fjäderdräkt. Den liknar bergnunnesångaren, men har mattbrun snarare än djupt rödbrun rygg. Arten är också mycket lik andra lövtimalior, men hittas vanligtvis på högre höjder och har mindre tydligt vitt på strupen. Lätet består av en serie fallande visslingar, ibland efterföljt av ett mörkare "chuk".

## Utbredning och systematik
Berglövtimalia delas in i två underarter med följande utbredning:
- I. p. pyrrhoptera – förekommer i bergsskogar från Demokratiska republiken Kongo till Kenya och Tanzania
- I. p. nyasae – förekommer i norra Malawi

## Levnadssätt
Berglövtimalian hittas i undervegetation i bergsskogar. Den påträffas vanligen i smågrupper. Arten är mycket skygg och tillbakadragen. Den upptäcks ofta på lätet som vanligen avges från flera fåglar samtidigt. 

## Status och hot
Arten har ett stort utbredningsområde, men tros minska i antal, dock inte tillräckligt kraftigt för att den ska betraktas som hotad. Internationella naturvårdsunionen IUCN listar arten som livskraftig (LC).